# Fuminori Nakamura
Pour les articles homonymes, voir Nakamura.
Fuminori Nakamura (中村 文則, Nakamura Fuminori), né le 2 septembre 1977, est un écrivain japonais, auteur notamment de romans policiers.

## Œuvre

### SérieKizaki
- Suri (2009)
  - Pickpocket, roman traduit par Myriam Dartois-Ako, Éditions Philippe Picquier, 2013 ; réédition Picquier poche, 2015
- Okoku (2011)

### Autres romans
- Jū (2003)
  - Revolver, roman traduit par Myriam Dartois-Ako, Éditions Philippe Picquier, 2015 ; réédition Picquier poche, 2017
- Tsuchi no naka no kodomo (2005)
- Aku to kamen no ruuru (2010)
- Kyonen no Fuyu, Kimi to Wakare (2013)
  - L'Hiver dernier, je me suis séparé de toi, roman traduit par Myriam Dartois-Ako, Éditions Philippe Picquier, 2017 ; réédition Picquier poche, 2019
- Kyodan X (2014)
- Watashi No Shometsu (2016)

## Prix et récompenses
En 2005, Fuminori Nakamura est le 133e lauréat du prix Akutagawa pour son roman 土の中の子供 (Tsuchi no naka no kodomo, « Les enfants de la Terre », non publié en français).
En 2010, il est le 4e lauréat du prix Kenzaburō Ōe pour son roman Pickpocket (掏摸).